# کریستوفر فولفورد
کریستوفر فولفورد (انگلیسی: Christopher Fulford؛ زادهٔ ۱۹۵۵، لندن)، هنرپیشه اهل انگلستان است.
از فیلم‌ها یا برنامه‌های تلویزیونی که وی در آن نقش داشته‌است می‌توان به کریسمس مبارک، بل آمی، خبر داغ، هتل، پادزهر، نیایش برای مرگ، غریبه‌ای دراز و سیاه را ملاقات خواهی کرد، معشوق جاودان، میلیون‌ها، وتربی، تیمارستان استون‌هیرست، مجتمع مسکونی، ملکه صحرا، و تفنگدارها اشاره کرد.